# Двойной суперфосфат
Двойно́й суперфосфа́т — концентрированное фосфорное удобрение. Основной фосфорсодержащий компонент — моногидрат дигидроортофосфата кальция Ca(H2PO4)2·H2O. Обычно содержит также другие фосфаты кальция и магния. По сравнению с простым фосфатом не содержит балласта — CaSO4. Главное преимущество двойного суперфосфата — малое количество балласта, то есть это сокращает транспортные расходы, затраты на хранение, тару.

## Получение
Двойной суперфосфат производят действием ортофосфорной кислоты на природные фосфаты: {\displaystyle \mathrm {Ca_{3}(PO_{4})_{2}+4\ H_{3}PO_{4}\rightarrow 3\ Ca(H_{2}PO_{4})_{2}} }. В России применяют главным образом поточный способ: разложение сырья с последующим гранулированием и высушиванием полученной пульпы в барабанном грануляторе-сушилке. Товарный двойной суперфосфат с поверхности нейтрализуют мелом или NH3 для получения стандартного продукта. Некоторое количество двойного суперфосфата вырабатывают камерным способом. Фосфорсодержащие компоненты в основном те же, что и в простом суперфосфате, но в большем количестве, а содержание CaSO4 составляет 3-5 %. При нагревании выше 135—140 °C двойной суперфосфат начинает разлагаться и плавиться в кристаллизационной воде, после охлаждения становится пористым и хрупким. При 280—320 °C ортофосфаты переходят в мета-, пиро- и полифосфаты, которые находятся в усвояемой и частично водорастворимой формах. Он плавится при 980 °C, превращаясь после охлаждения в стекловидный продукт, в котором 60-70 % метафосфатов цитраторастворимы. Двойной Суперфосфат содержит 43-49 % усвояемого фосфорного ангидрида (пятиокиси фосфора) Р2О5 (37-43 % водорастворимого), 3,5-6,5 % свободной фосфорной кислоты Н3РО4 (2,5-4,6 % Р2О5):
Ca3(PO4)2 + 2H2SO4 = Ca(H2PO4)2 + 2CaSO4
Также есть метод разложения фосфоросодержащего сырья фосфорной кислотой:
Ca5(PO4)3F + 7H3PO4 = 5Ca(H2PO4)2 + HF

## Производство в России
В России двойной суперфосфат выпускается в соответствии с ГОСТ 16306-80 двух марок. Марка А производится из хибинского апатитового концентрата или марокканских фосфоритов с массовой долей общих фосфатов не менее 32,5 %. Марка Б производится из прибалтийских фосфоритов с массовой долей фосфатов не менее 28 %. В готовой продукции содержание фосфорного ангидрида соответственно 45÷47 и 42÷44 %.